# Enrique Burgos García
Enrique Burgos García (Santiago de Querétaro, Querétaro; 20 de abril de 1946) es un político mexicano que se desempeñó como Gobernador de Querétaro desde el 1 de octubre de 1991 al 30 de septiembre de 1997. Es miembro del Partido Revolucionario Institucional (PRI). Se desempeñó como Director del DIF estatal de Querétaro. Fue presidente municipal de San Juan del Río desde de 1970 a 1973. Ocupó el cargo de diputado federal en la LIX Legislatura del Congreso de la Unión de México. Actualmente es, por segunda ocasión, Senador de la República por el Estado de Querétaro por el PRI y ocupa la vicepresidencia de la Mesa Directiva.
Hoy en día es articulista del diario "El Universal" y sus afiliados desde 1998 y autor de Nuestra Constitución de cada día (2007), compilación de artículos publicados entre 1998 y 2004. Funge además como consejero nacional de la Cruz Roja Mexicana. Como abogado, es titular de la Notaría Pública N.º 3 en San Juan del Río, Querétaro.